# Commezzadura
Commezzadura est une commune italienne d'environ 1 000 habitants située à 850 m d'altitude dans la province autonome de Trente dans la région du Trentin-Haut-Adige dans le nord-est de l'Italie.

## Géographie

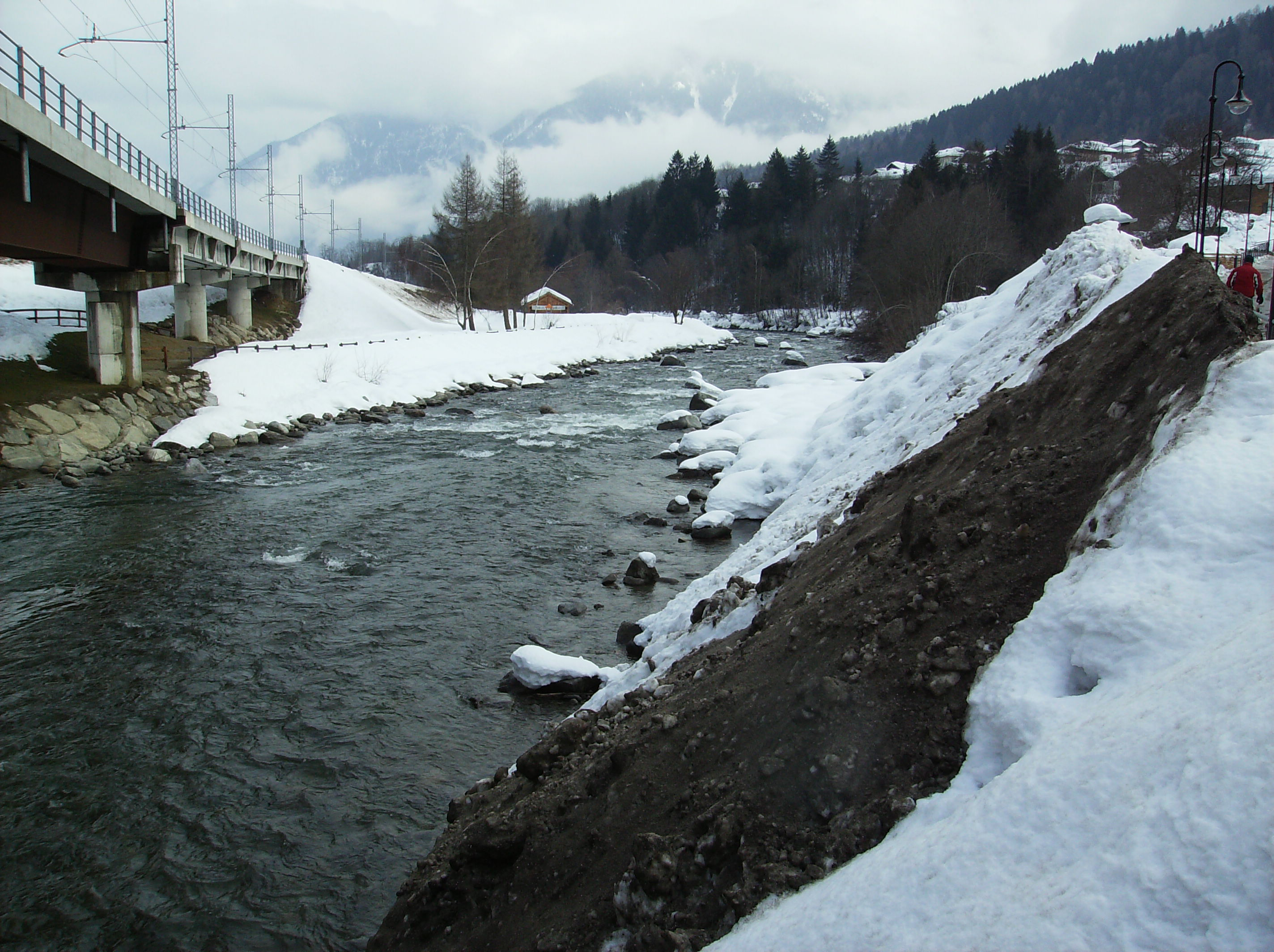
Le torrent Noce à hauteur de Daolasa.

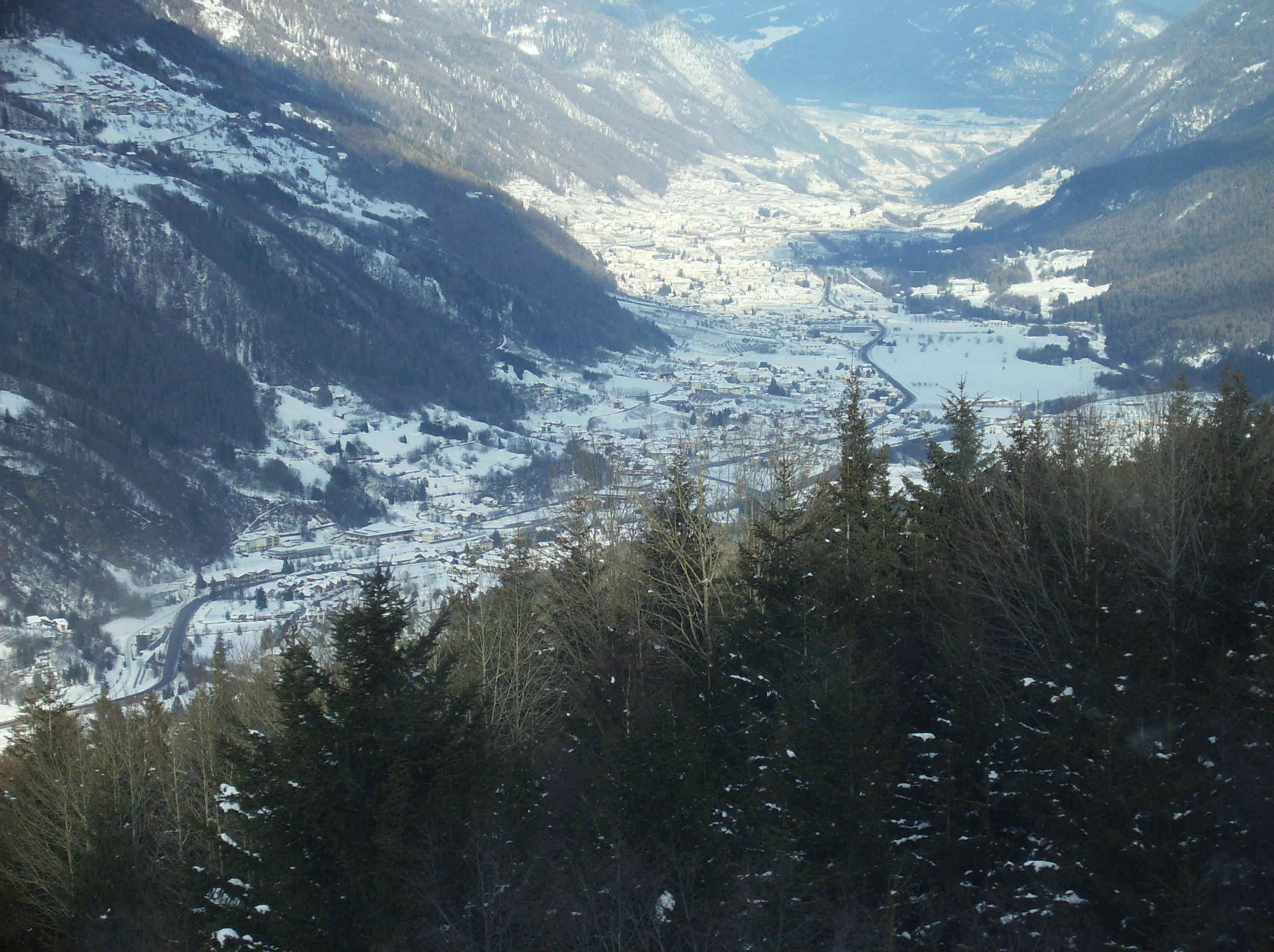
Vallée de la Noce vu de la rive droite.

La Communauté de Commezzadura est située au centre du Val di Sole, et traversée d'ouest en est par la SS 42 du Tonale et de la Mendola.
Sur la rive gauche du torrent Noce se trouve le hameau de Piano (860 m) sur une pente alluviale aux pieds du Camocina Supérieur (2 638 m); le hameau de Mestriago (857 m) avec la vieille partie sur un balcon glacial et la nouvelle partie dans la vallée le long de la SS 42 ; le hameau de Mastellina (802 m) à l'embouchure du Rio Vallone; le hameau de Deggiano (928 m) sur les pentes du Sas de l'Anel (2 527 m).
Sur la rive droite du Noce se trouve la place de Daolasa, part de Mestriago, et plus à est le hameau d' Almazzago (855 m) à l'embouchure du Rio Almazzago; le village touristique de Costa Rotian (973 m) sur la limite avec Dimaro.
Commezzadura compte 990 habitants; sa surface est de 22,50 km2, 4,71 km2 dans le C.C. de Carciato (Centonia et Scale) et 4,18 km2 dans le C.C. de Ragoli (Vagliana et Vaglianella).
Le dénivellement de la rive gauche est très escarpé, formé par de la pierre schisteuse, couvert par une végétation de noyers et de chênes dans le bas et de conifères plus haut.
Le dénivellement de la rive droite a une pente plus douce formé de granite, recouvert par une végétation d'aulnes dans le bas et pour le reste de conifères.

## Histoire
Il est fait mention de l'existence de la Commezzadurae Comunitas dans des manuscrits de 1597, mais l’existence des hameaux est prouvée dès 1213.
Piano, Almazzago, Mesriago et Mastellina se sont regroupés en 1731, sous la Charte de Regola, à laquelle adhèra aussi Deggiano en 1860.
Le décret royal du 10 août 1928 du gouvernement fasciste unifie les cinq hameaux de force en une seule commune, nommée Commezzadura, nom dérivé de l'union des termes latins colis et medicatura, des terrains de métayage (Métayage), mais d'après la tradition populaire le nom indiquerait la position du pays au centre de la vallée.

## Économie

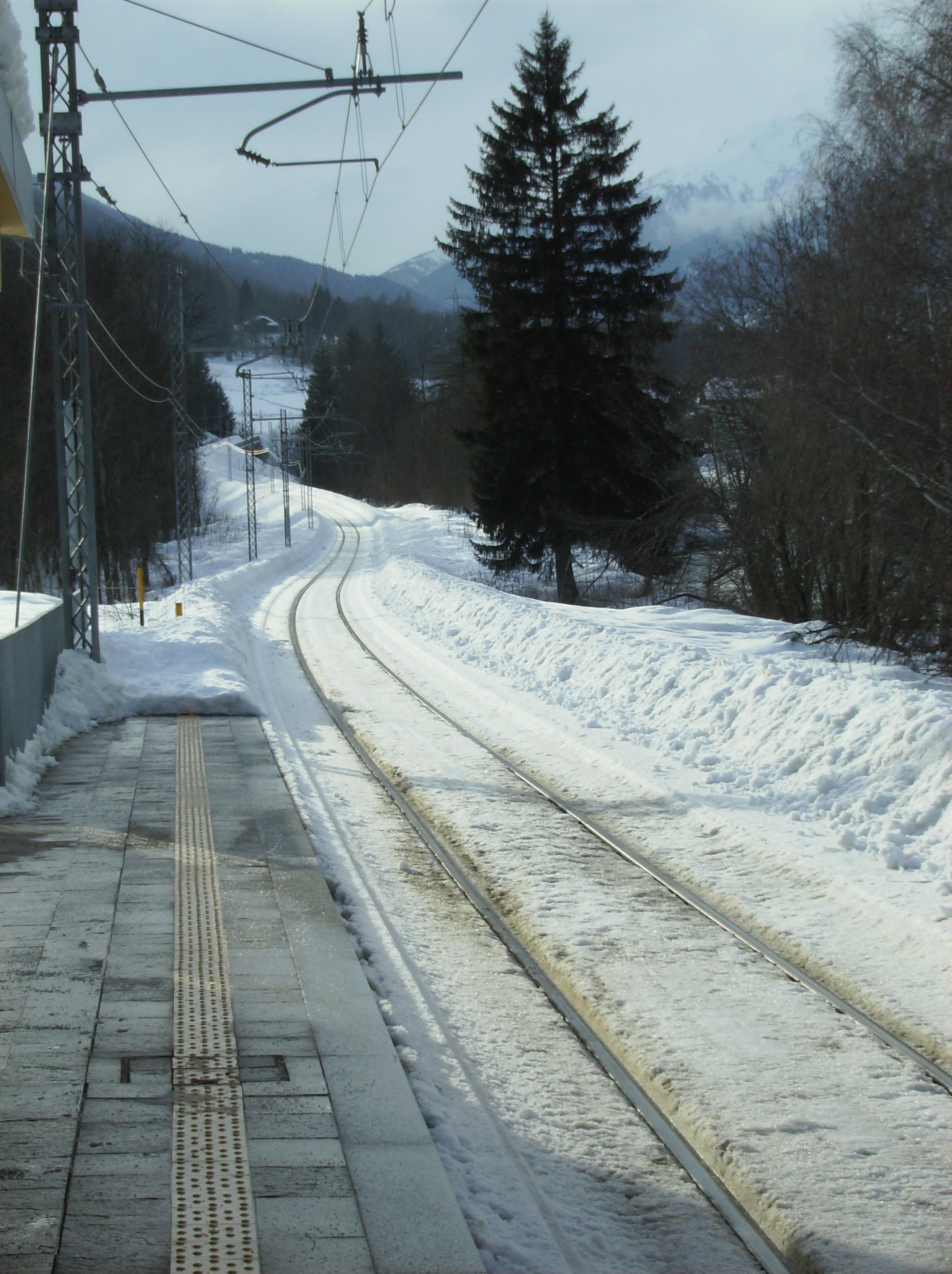
La gare de Daolasa.

La commune vit essentiellement du tourisme : sports d'hiver, VTT, rafting et trekking en été. Elle s'insère dans le domaine de ski de Folgarida-Marilleva (connecté au domaine de Madonna di Campiglio), par la télécabine de Daolasa-Val Mastellina. Au pied de la télécabine à Dalasa se situe une gare multimodale train-ski, qui relie la commune à Trento (Ferrovia Trento-Malè-Marilleva (it))

## Administration
| Période                                  | Période    | Identité         | Étiquette | Qualité                 |
| ---------------------------------------- | ---------- | ---------------- | --------- | ----------------------- |
| 17/05/2010                               | En cours   | Rudi Bevilacqua  | aucun     | Opérateur métallurgiste |
| 09/05/2005                               | 16/05/2010 | Dante Pedergnana | aucun     | Commerçant              |
| Les données manquantes sont à compléter. |            |                  |           |                         |

### Hameaux

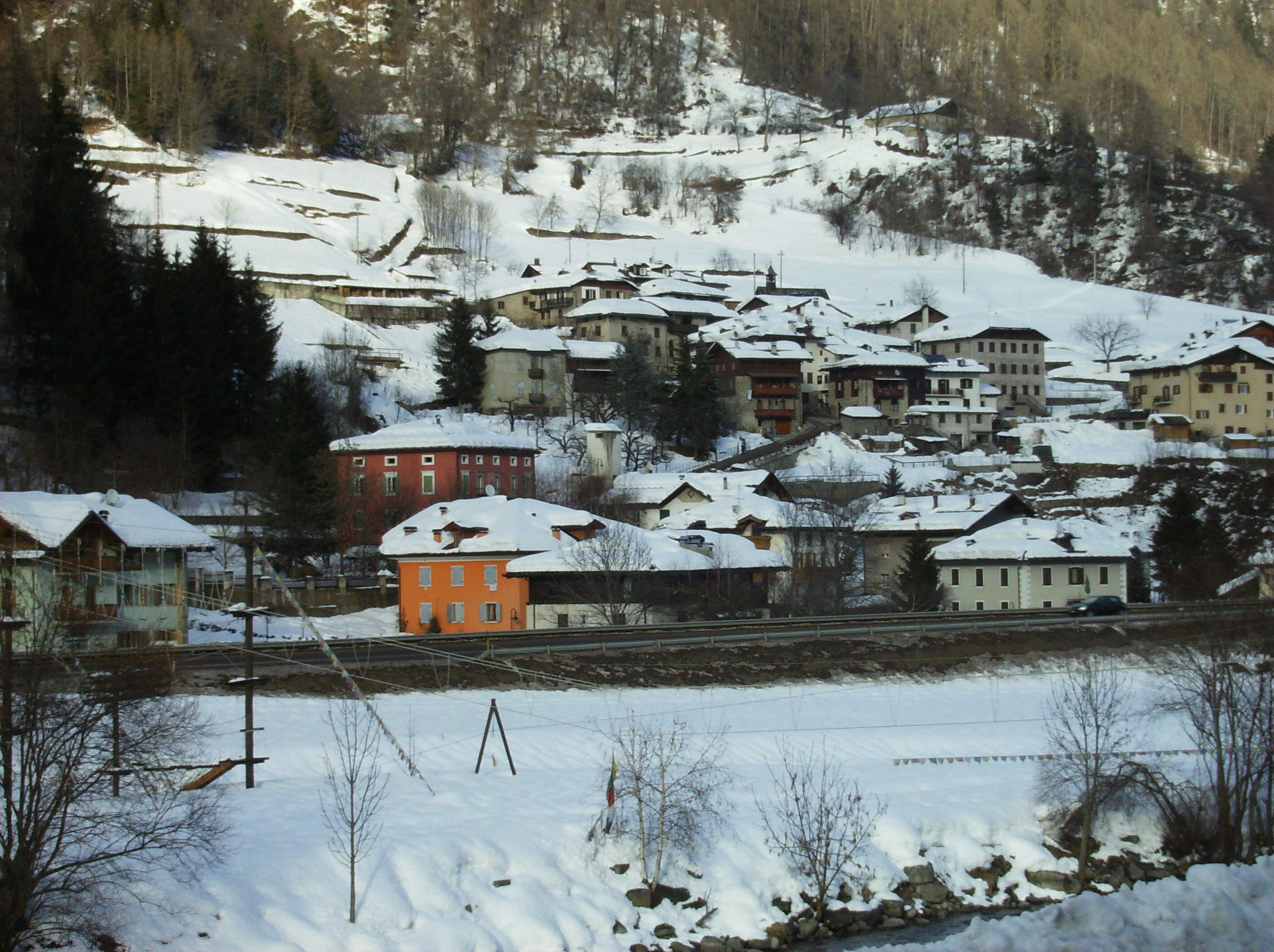
Mestriago sous la neige.

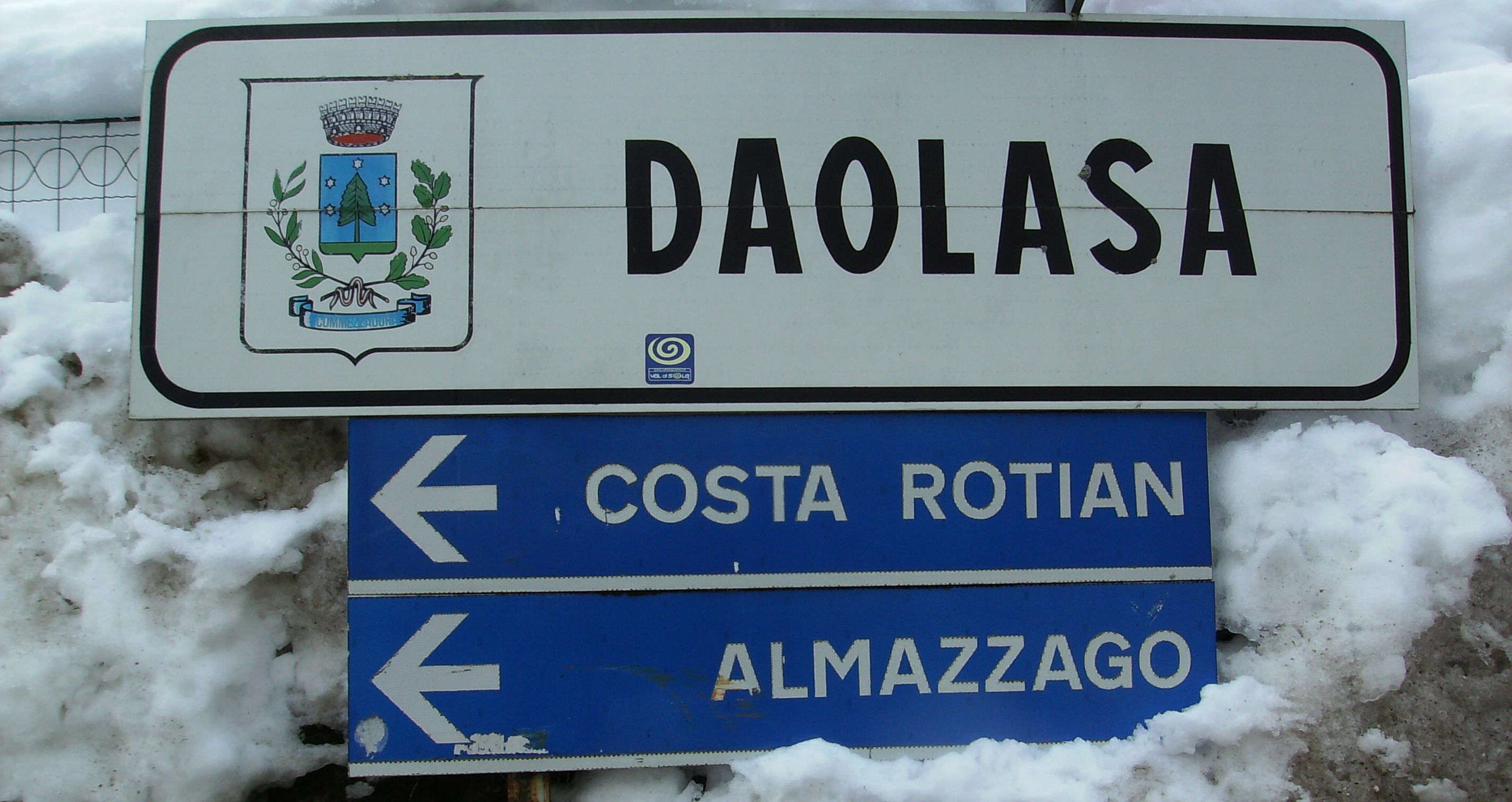
Les hameaux.

Sur le versant septentrional et les pentes du Monte Camocina (2 553 m) :
- Mestriago (857 m - 288 hab.),
- Mastellina (802 m - 103 hab.),
- Piano (860 m - 274 hab.),
- Deggiano (928 m - 85 hab.), adossée sur les pentes du Sas de l’Anel (2 527 m).

Sur le versant opposé et les pentes du Monte Spolverino (2 079 m):
- Daolasa,
- Almazzago (855 m - 240 hab.),
- Costa Rotian (973 m),
- Liberdon.

### Communes limitrophes
Les communes limitrophes sont  Dimaro Folgarida, Malè, Mezzana, Pinzolo et Rabbi.